# SciTE
SciTE (Scintilla Text Editor) ist ein Open-Source-Texteditor für Windows und unixbasierte Betriebssysteme (bei GTK+-Unterstützung), z. B. Linux, BSD und macOS. Das Programm basiert auf der freien Editorkomponente Scintilla.
Der Editor war ursprünglich nur als einfaches Beispiel zur Scintilla-Verwendung vorgesehen. Die Version 1.0 erschien am 17. Mai 1999, die vorherigen Betaversionen wurden unter dem Namen Tide veröffentlicht. Mit der Zeit ist SciTE zu einem vollständigen Allzweck- und Programmiereditor gewachsen. Er ist klein, schnell und flexibel über Konfigurationsdateien und die eingebaute Skriptsprache Lua anpassbar, besitzt aber im Vergleich zu anderen Texteditoren wie jEdit oder Notepad++ wenige vorimplementierte Funktionen und auch keinen Makrorecorder.
SciTE verwendet in der Standardinstallation Syntaxhervorhebung für über 70 Programmiersprachen, Code-Faltung und eine Suchfunktion mit regulären Ausdrücken. SciTE unterstützt neben ANSI auch UTF-8- und UCS-2-Kodierungen. Es existieren Anpassungen mit Autovervollständigung u. a. für die Sprachen C#, C++, Java, Lua, Perl, PHP, Python und AutoIt.
Die Benutzerschnittstelle von SciTE ist in über 30 Sprachen übersetzt.